# Jacques Ehrmann
Pour les articles homonymes, voir Ehrmann et Jacques Ehrmann (homme d'affaires).
Jacques Ehrmann (1931-1972) est un théoricien de la littérature française et enseignant à l'université Yale de 1961 jusqu'à sa mort en 1972.

## Biographie
Jacques Ehrmann est né à Mulhouse (Haut-Rhin, France) le 31 mars 1931. Fils de Paul et Henriette Ehrmann, il est le frère du dramaturge Jean-Daniel Ehrmann. Né en Alsace car son père, ingénieur de l'École polytechnique, est affecté à Mulhouse, puis Strasbourg.
La famille revient à Paris en 1939. Jacques Ehrmann fait ses études au lycée Henri-IV et obtient son baccalauréat en 1949. Il étudie à la Sorbonne où il obtient une licence en lettres en 1953. Dans l'intervalle, il reçoit une bourse Fulbright et passe une année universitaire entre 1951 à 1952, au Carleton College à Northfield (Minnesota).
Il fait son service militaire de 1953 à 1955 et sert dans le régiment de tirailleurs algériens et, plus tard, en tant que traducteur en Allemagne au sein du quartier-général des forces américaines.
En 1956, il épouse Françoise Laborie et le couple s'installe à Los Angeles où il fait ses études à l'université de Californie à Los Angeles (UCLA) et obtient un doctorat en littérature française en 1961. C'est là qu'il rencontre et se lie d'amitié avec Raymond Federman avec qui il perfectionne son tennis. De 1959 à 1961 il enseigne au Pomona College à Claremont en Californie tout en achevant sa thèse de doctorat.
Parallèlement, il travaille comme correspondant de France Presse et l'agence lui propose un poste à plein temps à New York au moment même où il est invité à rejoindre l'université Yale. Entre le journalisme et le monde universitaire, il choisit l'université Yale en 1961.
Comme professeur, il y enseigne dans les départements de français et de littérature comparée. Il est l'éditeur de trois numéros de la Yale French Studies qui paraissent ensuite sous forme de livres. Il est très impliqué dans les activités universitaires, y compris des conférences, des conférences et des colloques et continue à travailler jusqu'à sa mort le 11 juin 1972.
Il a deux fils de son mariage : Guillaume, né le 24 février 1959, et Laurent, né le 27 décembre 1961.

## Mort de la littérature
Jacques Ehrmann est l'auteur de Textes suivi de La mort de la littérature, publié anonymement aux Éditions de L'Herne dans la collection Glose sous la direction de Michel Beaujour. "Textes" est un recueil de fragments issus d'écrits en tous genres (poèmes, textes scientifiques, dessins, insertions photocopiées de l'annuaire téléphonique ou des petites annonces notamment), tandis que La mort de la littérature est un court essai théorique juxtaposé au recueil qui le précède.
Ces fragments rassemblés font littérature là où, par leur nature, on pensait ne pas pouvoir la trouver. Impossible de connaître l'origine exacte des fragments, de trouver une fin au recueil : peut-on encore parler d'"œuvre" ou d'"auteur" ? On se souviendra de l'article de Roland Barthes paru trois ans auparavant intitulé "La mort de l'auteur". La question est ici celle de la propriété, de l'appartenance d'une œuvre. Quelle serait son origine ? Quelle serait son utilité appropriée, sa fin ? On remarque une contemporanéité de ce type de texte par rapport au climat de pensée post-structuraliste, de déconstruction et à la pensée induite par ce que certains appellent la French Theory. Jacques Ehrmann s'emploie ici -non sans humour- à malmener, à pointer du doigt, voire à détruire, nos critères de sélection quant à ce qui ferait ou non "Littérature",.

## Publications
- 1963 : Un paradis désespéré : L'amour et l'illusion dans l'Astrée (préf. Jean Starobinski), Paris / New Haven, Presses universitaires de France / Yale University Press, coll. « Institut d'études françaises de Yale University », 122 p.
- 1965 : La France contemporaine : Textes et Documents (avec Michel Beaujour), Paris, Armand Colin, coll. « U », 419 p.
- 1967 : (en) Yale French studies, Yale University Press, New Haven, no 39 « Literature and Revolution », 1967, 243 p. JSTOR:i347867
- 1970 : (en) Literature and Revolution, Beacon Press (ISBN 978-0-8070-1547-6)
- 1971 : Textes suivi de La Mort de la littérature, publié anonymement, collection Glose sous la direction de Michel Beaujour, 144 pages, Les Éditions de l'Herne, Paris • lire en ligne